# Ибн Исфандийар
Баха ад-Дин Мухаммад ибн аль-Хасан ибн Исфандийар (перс. بهاءالدین محمد بن حسن بن اسفندیار‎) — персидский историк, живший в XIII веке, родом из Табаристана. Автор труда об истории своего родного края.

## Биография
Отец историка аль-Хасан был представителем известной бюрократической семьи в Сари, столице Табаристана, и влиятельным придворным чиновником у Бавандидов, правящей династии региона. Информация же о самом Ибн Исфандийаре крайне скудна и почти полностью основана на предисловии к его «Истории Табаристана». Возможно, он родился в Амоле. Он был приближенным Али ибн Шахрияра, правителя региона из династии Бавандидов, а до этого ему оказывал покровительство Ардашир ибн Хасан. Примерно в 1209 или 1210 году Ибн Исфандийар направился в Багдад, но вскоре решил вернуться, так как узнал об убийстве сына и преемника Али Рустама. Будучи крайне опечален этим событием, он направился в Рей, где провёл два месяца, пока не наткнулся на ныне, видимо, утраченную работу Абуль-Хасана аль-Яздади по истории Табаристана. Решив придать ей известности в персоязычных кругах, Ибн Исфандийар задумал её перевод на среднеперсидский язык с собственными дополнениями об эпохе Ардашира. Кроме этого Ибн Исфандийар включил в работу перевод на среднеперсидский язык памятника пехлевийской литературы «Письмо Тансара», изначально написанного на пехлевийском персидском, а затем переведённого на арабский язык Ибн ал-Мукаффы. Оригинал и арабский перевод же полностью утрачены, отрывки из них сохранились в произведениях аль-Масуди и аль-Бируни. Пока Ибн Исфандийар готовился к переводу, пришло письмо от его отца, который требовал возвращения в родной дом в Амуле. Во время возвращения Ибн Исфандийар столкнулся с беспорядками в регионе, из-за которых вновь покинул отчий дом и нашёл себе временное пристанище в Хорезме, который, по его словам, был большим и процветающим городом и прекрасным местом для обучения. Здесь он находился около 5 лет и, собирая материал для своего труда, в книжном магазине наткнулся на копию перевода на арабский язык послания Тансара, верховного жреца Ардашира Сасанида, к Дийснасафу, принцу Табаристана. Ибн Исфандийар включил эту работу в свою историю, сохранив для потомков один из самых значительных памятников персидской литературы. Достоверно не известно, вернулся ли он в родной Табаристан или погиб в 1220 году в Хорезме во время нашествия монголов.

## Работы
Тарих-и Табаристан, который Ибн Исфандийар всё еще писал в 1216/217 годах (начал работу, вероятно, в 1206 году), содержит много полезной исторической, географической и биографической информации. Он также представляет литературный интерес, так как в нём сохранилось несколько стихов на табаристанском диалекте. Она же является самой ранней дошедшей до наших времён работой об истории региона. Однако она так ни разу не была объектом критического исследования. Работа Ибн Исфандийара в дальнейшем неоднократно переиздавалась, переписывалась и анонимно дополнялась. В 1905 году британский востоковед Эдвард Браун опубликовал сокращённый перевод одной из поздних редакций работы на английский язык. Иранский литературовед и переводчик Аббас Икбаль в 1941 году опубликовал свою версию, основанную на двух более ранних рукописях.

### Издания
- Ибн Исфандийар. Тарих-и Табаристан [История Табаристана] = تاريخ طبرستان (перс.) / изд. А. Икбаля. — Тегеран: Типография парламента, 1941.OCLC 978116433
  - Ibn Isfandiyar Muhammad ibn al-Hasan. An abridged translation of the history of Tabaristán / translated from Persian and ed. by Edward G. Browne. — Leiden: E.J. Brill, 1905. — XIV, 356 p.
- Ибн Исфандийар; Захир ад-дин Мараши. Тарих-и Табаристан ва руи-ан ва Мазандеран [История Табаристана, Руяна и Мазендарана] = تاريخ طبرستان و رويان و مازندران (перс.) / Мухаммад Хусейн Тисбихи, Мухаммад Явад Машкур[перс.]. — Исфахан: Муассаса-и Матбуати-и Шарк, 1966. — 112, 393 с.